# Papirus Cezara
Papirus Cezara (fr. Le Papyrus de César) – trzydziesty szósty album o przygodach Gala Asteriksa. Autorem scenariusza jest Jean-Yves Ferri, a za rysunki odpowiadał Didier Conrad.
Premiera albumu miała miejsce w październiku 2015 r.

## Fabuła
Cezar kończy prace nad swoimi pamiętnikami O wojnie galijskiej. Początkowo, w imię prawdy historycznej, chce umieścić tam także rozdział XXIV (Porażki w walkach z nieugiętymi Galami z Armoryki). Za namową wydawcy Bonusa Promoplusa decyduje się jednak ominąć ten etap podboju Galii.
Bonus Promoplus zmusza swoich skrybów, niemych Numidów, do zniszczenia wszystkich kopii rozdziału. Jednak Bigdatha, jeden z podwładnych Promoplusa, ucieka z ostatnim egzemplarzem tekstu, który wkrótce trafia w ręce Gala Ostropolemiksa.
Mimo poszukiwań wszczętych przez Promoplusa Ostropolemiksowi udaje się dostać do wioski Asteriksa, gdzie przedstawia Galom swoje znalezisko. Rozdział XXIV jest dowodem na to, że nie cała Galia została podbita przez Rzym oraz że Cezar, pisząc O wojnie galijskiej, posunął się do kłamstwa.
Panoramiks, w towarzystwie Asteriksa i Obeliksa, wyrusza do Lasu Karnuckiego, by przekazać papirus druidowi Archeopteryksowi. Jego zadaniem będzie wyuczenie się treści papirusu na pamięć, a następnie przekazywanie go kolejnym pokoleniom druidów.

## Nawiązania
- imię numidyjskiego skryby, Bighdata, jest nawiązaniem do terminu big data; jego postać nawiązuje z kolei do amerykańskich sygnalistów, Edwarda Snowdena i Chelsea Manning[2],
- Gal Ostropolemiks (fr. Doublepolémix) jest karykaturą australijskiego aktywisty Juliana Assange'a; Jean-Yves Ferri przyznał, że postać miała pierwotnie nosić imię Wikilix (aluzja do WikiLeaks, witryny założonej przez Assange'a)[3],
- opiekujący się ptakami Rzymianin, członek świty Promoplusa, jest karykaturą Alfreda Hitchcocka (angielskiego reżysera, znanego między innymi z dreszczowca Ptaki)[4][5],
- jeden z legionistów ze świty Promoplusa przypomina francuskiego aktora Jeana Reno[4].